# Jan X (papież)
Jan X (łac. Ioannes X, ur. w Borgo Tossignano, zm. w maju 929 w Rzymie) – papież w okresie od marca 914 do maja 928.

## Życiorys
W 905 został wybrany na biskupa Bolonii, a później na arcybiskupa Rawenny. Za wstawiennictwem Teodory Starszej wybrany został papieżem.
W grudniu 915 po pokonaniu Saracenów pod Garigliano, koronował na cesarza Berengara I w bazylice św. Piotra. W rok później posłał legatów na synod biskupów wschodniofrankońskich. W 928 roku wziął pod opiekę Stolicy Apostolskiej opactwo benedyktynów w Cluny. Poparł kandydaturę Karola Prostaka na króla zachodniofrankońskiego, a także podtrzymał tron Konrada I poprzez decyzje podjęte na synodzie w Hohenaltheim. Odnowił kontakty z kościołem wschodnim, które zostały zerwane na skutek reakcji Anastazego III, który uznał czwarte małżeństwo Leona VI.
Próby uwolnienia spod władzy rzymskich rodów doprowadziły do nasłania złoczyńców, którzy zamordowawszy jego brata Piotra na oczach papieża (927), zmusili go do rezygnacji. Na skutek intryg Marozji, Jan został wtrącony do więzienia przez Gwidona z Toskanii, męża Marozji. W maju 929 roku został uduszony poduszką w Zamku św. Anioła.